# Foissiat
Foissiat település Franciaországban, Ain megyében. Lakosainak száma 2024 fő (2022. január 1.). Foissiat Cormoz, Jayat, Lescheroux, Malafretaz, Marboz, Pirajoux és Bresse Vallons községekkel határos.

## Népesség
A település népességének változása:
| Lakosok száma | 1515 | 1466 | 1481 | 1776 | 2005 | 2052 | 2085 | 2038 | 2016 | 2024 |
|               | 1968 | 1982 | 1990 | 2006 | 2013 | 2015 | 2017 | 2019 | 2020 | 2022 |